# Jean-Jacques Charbonier
« Charbonier » redirige ici. Pour l’article homophone, voir Charbonnier.
Jean-Jacques Charbonier, né le 16 mai 1956 à Saint-Gaudens, est un médecin anesthésiste et écrivain français. Il est connu pour défendre la thèse d'une vie après la mort qui serait palpable lors d'une expérience de mort imminente et révélatrice de l'existence d'une conscience indépendante de l'activité neuronale. Ses thèses sont critiquées par la communauté scientifique. 
Fin 2018, il est interdit d'exercice durant trois mois avec sursis pour avoir utilisé son titre de médecin afin de promouvoir ses activités non scientifiques et rémunérées liées à la « Trans Communication Hypnotique ». Il est par ailleurs condamné en 2020 pour « travail dissimulé » et en 2021 pour « blessures involontaires ». 

## Biographie
En 2014, à l'Université de Reims Champagne-Ardenne, il est directeur de la thèse de médecine soutenue par François Lallier sur les Facteurs associés aux expériences de mort imminente dans les arrêts cardiorespiratoires réanimés.
En septembre 2017, Jean-Jacques Charbonier dépose un dossier auprès de l'Ordre des médecins pour réaliser des expériences d'hypnose sur des patients volontaires[source secondaire souhaitée]. Il s'associe à Marc Leval de la société ABC Talk Productions, spécialisée en spiritualisme et  « médiumnité », et à Étienne Dupont, pour proposer des séances d'hypnose permettant aux participants d'entrer en communication avec les morts. Sa méthode, qu'il appelle Trans communication hypnotique (TCH), est condamnée par l'ordre des médecins. Avec ses associés, il co-fonde aussi l'Institut de recherche et de communication sur la conscience intuitive extraneuronale (IRCCIE).
Geneviève Delpech (veuve du chanteur Michel Delpech), Michèle Torr et Bernard Werber ont participé aux ateliers TCH du docteur Charbonier. Au total, plus de 10 000 personnes ont participé aux ateliers. À partir de septembre 2018, Jean-Jacques Charbonier ne pratique plus qu'à mi-temps sa profession de médecin, préférant se concentrer sur ses séances d'hypnose. En février 2019, il est condamné avec sursis à une interdiction d'exercer la médecine pendant 3 mois.
En avril 2020, la vidéo « Le Dr. Charbonier, sa position sur le Covid-19 et le confinement » est diffusée sur la chaine YouTube Thana TV de Pierre Barnérias, auteur du documentaire conspirationniste Hold-up. Jean-Jacques Charbonier y demande de signer une pétition, initiée par Philippe Douste-Blazy, pour l'usage thérapeutique de la chloroquine dans le traitement de la Covid-19. Il regrette que les autorités veuillent « bloquer le traitement du professeur Raoult ». Par ailleurs, Pierre Barnérias et Jean-Jacques Charbonier reprennent la théorie de Luc Montagnier, indiquant que la Covid-19 aurait été modifiée en laboratoire, car elle partagerait des séquences avec le VIH-1, responsable du sida.  
En mars 2024, à Limoges, Jean-Jacques Charbonier participe à un événement ufologiste sur l'arrivée des extraterrestres, organisé par l'ONG Alliances Célestes. Il y anime une conférence intitulée « Rencontres des célestes en état modifié de conscience ».

## Critiques
Les thèses de Jean-Jacques Charbonier sur la vie après la mort sont critiquées par la communauté scientifique. Ses détracteurs font valoir que les événements observés lors d'une expérience hors du corps n'ont jamais été objectivés scientifiquement, c'est-à-dire qu'ils ne reposent que sur des témoignages sans pouvoir être réplicables en laboratoire. Il a souvent rencontré l'Ordre des médecins au sujet de ses thèses, mais affirme n'avoir jamais été radié car ses objectifs ne sont pas pécuniaires.
La Mission interministérielle de vigilance et de lutte contre les dérives sectaires (MIVILUDES) répond que les ateliers de Charbonier n'induisent pas un état de dépendance ou d'emprise susceptible d'occasionner des préjudices. Elle met cependant en garde sur la fragilité psychologique de certains participants et les effets imprévisibles de sensation de contact avec les défunts.
Pour le Dr Jean-Pierre Jourdan, directeur de la recherche médicale de l'association IANDS-France, la grande majorité des communications sur les EMI sont fantaisistes, il en dénonce l'exploitation commerciale et relève l'escroquerie de la médiumnité et de la « transcommunication hypnotique » (TCH).
Pour le Dr Gerald Woerlee, qui s'exprime dans le magazine The Skeptic,, le Cas de Pamela Reynolds ne permet pas d'affirmer que la conscience existe lorsque l'activité du cerveau est nulle. Pour servir son discours, Charbonier prend la liberté de déplacer l'expérience de sortie du corps de Pamela Reynolds durant la phase d'arrêt d'activité cérébrale, soit deux heures vingt après le début des perceptions sensorielles avérées. À ce moment, l'opération est dans sa phase préparatoire, l'activité cérébrale est toujours présente. Dans Les 7 bonnes raisons de croire à l'au-delà, page 57, Charbonier modifie une seconde fois le cas Reynolds en affirmant que le Potentiel évoqué auditif (PEA) mesuré durant l'opération était aussi plat que l'EEG avec pour conséquence l'impossibilité d'entendre le moindre son. Cette affirmation souligne en réalité une non compréhension du rôle de cette technique. Elle permet de vérifier l'intégrité du tronc cérébral durant toute l'opération. Un signal plat indiquerait un problème. L'absence de réponse au niveau du tronc cérébral n'a duré que les quelques minutes nécessaires pour enlever l'anévrisme,. Quant à l'affirmation de Charbonier que Pamela Reynolds ne pouvait rien entendre, Woerlee démontre en se référant aux détails opératoires que Pamela Reynolds percevait deux sons différents émis dans chacune des oreilles, à droite un cliquetis à 11,3 clics par seconde émis à 95 dB et à gauche un bruit blanc à 40 dB. Les cliquetis occupaient au plus seulement 12,46 % de son audition et de la capacité de traitement du tronc cérébral. Cette durée lui laissait suffisamment de temps et de capacité neuronale pour percevoir d'autre sons. Concernant le bruit blanc émis à gauche, il n'empêche pas l'audition des sons supérieur à 40 dB, ce qui est le cas des phénomènes auditifs qu'elle a perçus, le niveau sonore d'une conversation étant compris entre 60 et 70 dB, le niveau sonore de l'écoute de musique est compris entre 70 et 85 dB. Par conséquent, ni les cliquetis ni le bruit blanc avec les paramètres décrits n'inhibent la perception sonore par conduction aérienne ou osseuse (Reynolds décrit la perception sonore par conduction osseuse de la perceuse pneumatique qui a servi à préparer les quatre ouvertures nécessaires à la découpe de la boîte crânienne).

### Plainte et condamnation de l'Ordre des médecins
Fin 2018, le Conseil départemental de l'Ordre des médecins (CDOM) de Haute-Garonne dépose plainte contre Charbonier auprès de la chambre disciplinaire de l'Ordre régional. Il lui reproche d’organiser « à titre onéreux des ateliers de « Trans Communication Hypnotique » (TCH) alors qu’il est incapable d’établir le caractère scientifiquement prouvé de ses théories et de ses pratiques. » Le CDOM lui reproche également de faire valoir « sa qualité de médecin à des fins publicitaires en communiquant largement sur ses ateliers TCH et sur ses prétendues études et découvertes scientifiques », et d'avoir participé à un documentaire dans une clinique et sans autorisation. La chambre disciplinaire du Conseil régional de Midi-Pyrénées de l’Ordre des médecins condamne le médecin à une interdiction d’exercer de 3 mois avec sursis,.

## Affaires judiciaires

### Condamnation pour travail dissimulé
En février 2020, Jean-Jacques Charbonier et son épouse sont poursuivis pour des faits de travail illégal et de blanchiment de fraude fiscale. Entre 2016 et 2018, Charbonier a facturé ses ateliers et croisières de «Trans Communication Hypnotique» à la société ABC Talk qui effectuait en retour les virements sur les comptes joints du couple sans contrat ni déclaration des revenus. La fraude porterait sur environ 350 000 €. La Division économique et financière de la Section de recherches de Toulouse a saisi une des maisons du couple à Péreille,. 
Le 14 mars 2022, le tribunal correctionnel de Toulouse a reconnu la culpabilité de Jean-Jacques Charbonier, ainsi que la complicité de son épouse, pour travail dissimulé. Jean-Jacques. Charbonier est condamné à une amende de 50 000 euros et son épouse à une amende de 30 000 euros. Par ailleurs, le tribunal correctionnel de Toulouse relaxe Jean-Jacques Charbonier et son épouse pour le blanchiment d’argent, et sa maison lui est restituée,. Le couple à fait appel sur cette décision[réf. nécessaire].

### Condamnation pour une faute d’anesthésie et de surveillance
Fin septembre 2020, Jean-Jacques Charbonier est condamné à six mois de prison avec sursis et à un an d'interdiction d'exercer la médecine par le tribunal correctionnel de Toulouse en raison d'une faute d'anesthésie et de surveillance du patient lors d'une opération en avril 2019. L'avocat de Charbonier a fait appel.
En mai 2021, Jean-Jacques Charbonier est condamné en appel à six mois de prison avec sursis pour « blessures involontaires », assortis d'une interdiction d'exercer pendant trois ans, soit deux ans supplémentaires qu’en première instance,.

## Publications
- Coma dépassé, CLC Plein Soleil, La Motte d'Aigues, 2001
- Derrière la lumière, CLC Plein Soleil, La Motte d'Aigues, 2002
- Eternelle jeunesse, CLC Plein Soleil, La Motte d'Aigues, 2004
- L'après-vie existe, CLC Plein Soleil, La Motte d'Aigues, 2006
- La mort décodée, éditions Exergues, 2007
- Les preuves scientifiques d'une vie après-vie, éditions Exergues, 2008
- Histoires incroyables d'un anesthésiste réanimateur, Le Cherche Midi, Paris, 2010
- La médecine face à l'au-delà, éditions Guy Trédaniel, 2010
- Les 7 bonnes raisons de croire à l'au-delà, Éditions Trédaniel, 2012
- Les 3 clés pour vaincre les pires épreuves de la vie, Éditions Trédaniel, 2013
- 4 Regards sur la mort et ses tabous, avec Annie Babu Éditions Trédaniel, 2015
- La mort expliquée aux enfants mais aussi aux adultes, Éditions Trédaniel, 2015
- La conscience intuitive extraneuronale, Guy Trédaniel Éditeur, 2017 (ISBN 978-2-8132-1387-7)
- Cette chose…, éditions First, 2017
- Contacter nos défunts par l’hypnose, Éditions Trédaniel, 2018
- L’Au-delà en questions, éditions Pygmalion, 2018
- Devenir hyperconscient, Éditions Trédaniel, 2019
- J’ai envoyé dix mille personnes dans l’au-delà, Éditions Trédaniel, 2020
- Ce Truc, éditions First, 2020
- La vie expliquée aux enfants mais aussi aux adultes, Éditions Trédaniel, 2021
- Hold-up sur la vérité, Éditions Trédaniel, 2022

## Filmographie
- L'expérience de mort imminente, S17 Productions, 2006
- NDE: un envol vers la lumière, Debowska Productions, 2006
- L'après-vie existe, Debowska Productions, 2006
- Le mystère de l'anesthésie, Debowska Productions, 2007
- NDE et TCI, Debowska Productions, 2007
- TCI : la Divine connexion, Debowska Productions, 2008
- Au-delà : des soignants parlent enfin, Debowska Productions, 2008
- Retour dans l’Au-delà, de Marc-Laurent Turpin, mesure-6 Films, 2008
- NDE, le saut dans l’inconnu, de Marc-Laurent Turpin, mesure-6 Films, 2009
- Télékinésie et psychokinésie, Debowska Productions, 2009
- Voyages et récits de l’Au-delà, l’expérience de mort provisoire, Debowska production, 2009
- Médecine et médiumnité, Débowska productions, 2009
- Médecine et spiritisme, Débowska productions, 2009
- Le secret du bonheur, Débowska production, 2011
- Médiums d'un monde à l'autre, PCT cinéma télévision, 2012
- Un médium peut-il offrir un coup de main à l’humanité, de Mischa Harmeijer - Pongh!, 2018
- Thanatos, l'ultime passage, de Pierre Barnérias, 2019